# John Woodruff
John Youie Woodruff (Connellsville, 5 juli 1915 – Fountain Hills, 30 oktober 2007) was een Amerikaans atleet. Hij werd kampioen op de 800 m op de Olympische Spelen van Berlijn in 1936.

## Biografie

### Atletiek op school
Johns grootouders waren slaven in Virginia en na de burgeroorlog trok zijn familie naar Connellsville. Hier werd John geboren als een van de twaalf kinderen. Sommige kinderen stierven als baby.
Op school won Woodruff meteen zijn eerste hardloopwedstrijd over 880 yd en 1 Engelse mijl. In 1935 verbeterde hij het Amerikaanse scholenrecord op de mijl tot 4.23,4. Hij kreeg nationale bekendheid door binnen één week tweemaal de 880 yd in 1.55,1 te lopen. Woodruff won als student van de Universiteit van Pittsburgh in 1936 een zilveren medaille op de 880 yd bij de nationale AAU kampioenschappen en kwalificeerde zich hiermee voor de Olympische Spelen.

### Olympisch kampioen
Begin 1936 stapte Woodruff vervolgens met zevenmijlslaarzen de wereldtop binnen door bij de olympische kwalificatiewedstrijden in New York op de 800 m een sensationele 1.49,9 te laten noteren. Hiermee was hij in één klap medaillekandidaat voor de Spelen in Berlijn. In zijn nadeel sprak echter zijn volkomen gebrek aan internationale ervaring, waardoor de Amerikanen vreesden, dat hij het op het taktische vlak zou moeten afleggen tegen de concurrentie.
Dat hij op de Spelen op 4 augustus 1936 desondanks de gouden medaille veroverde, dankte John Woodruff vooral aan de vergeetachtigheid van de Italiaan Mario Lanzi. Vanwege het vele duw- en trekwerk in de eerste bocht na de start had men namelijk besloten om de start in het midden van het laatste lange rechte stuk te laten plaatsvinden. Daardoor zou ook de finish uiteraard op diezelfde plek zijn. Dit nu was Lanzi vergeten, toen die te laat zijn eindsprint inzette. Woodruff die, om zijn lange pas ruimte te geven, zelfs even stil had gestaan, toen hij vlak achter de aan de leiding liggende Canadees Phil Edwards ingesloten dreigde te raken, sprintte vervolgens langs het hele veld, om aan het begin van de tweede ronde de kop over te nemen en gelijk afstand te nemen, waardoor hij onbereikbaar was geworden voor de fel sprintende Italiaan, die met het zilver genoegen moest nemen. Edwards veroverde het brons.
 De eindtijd van 1.52,9 was de langzaamste sinds de Olympische Spelen van 1920. Dat Woodruff desondanks een terechte olympische kampioen was, bewees hij door tot het einde van zijn atletiekcarrière in 1940 geen enkele 800 meter- of 880 yardsrace meer te verliezen.
Woodruff was een van de vijf zwarte atleten die goud won op de Olympische Spelen voor de ogen van nazi-leider Adolf Hitler. Jesse Owens was hiervan de bekendste.
In 1937 won Woodruff wederom het AAU kampioenschap op de 800 m en de 440 yd. Hij won zowel de 440 yd als de 880 yd op de IC4A kampioenschappen in 1937, 1938 en 1939.

### Wereldrecord op estafette
Op 15 augustus 1936 liep Woodruff een wereldrecord op de 4 x 800 m estafette in 7.35,8 met zijn teamgenoten Charles Hornbostel, Robert Young en Harry Williamson.

### Koreaanse Oorlog
In 1941 ging hij als tweede luitenant in het leger en verliet het leger in 1945 als kapitein. Tijdens de Koreaanse Oorlog werd hij opnieuw militair en in 1957 werd hij bevorderd tot luitenant-kolonel. Daarna werkte hij bij de Children's Aid Society in New York en als leraar.
John Woodruff stierf op 30 oktober 2007 op 92-jarige leeftijd in zijn huis in Fountain Hills. Hij sukkelde al een paar jaar met een hartprobleem en chronisch nierfalen. Wegens een slechte doorbloeding waren enkele jaren eerder zijn beide benen geamputeerd. Bij zijn overlijden was hij de laatste nog levende Amerikaanse goudenmedaillewinnaar van de Olympische Spelen in 1936.

### Trivia
In Connelsville vindt elk jaar in de zomer de John Woodruff 5000-Meter-loop plaats.

## Titels
- Olympisch kampioen 800 m - 1936
- Amerikaans kampioen 440 yd - 1936
- Amerikaans kampioen 800 m - 1937
- NCAA kampioen 800 m - 1944, 1945
- IC4A kampioen 440 yd - 1937, 1938, 1939
- IC4A kampioen 880 yd - 1937, 1938, 1939

## Records
- Amerikaans record 800 m - 1.48,6 (7 juni 1940)
- Persoonlijk record 880 yd - 1.47,0 (1940)

## Palmares

### 800 m
- 1936:  OS - 1.52,9 (in ½ fin. 1.52,7)

1896: Teddy Flack ·
1900: Alfred Tysoe ·
1904: Jim Lightbody ·
1908: Mel Sheppard ·
1912: Ted Meredith ·
1920: Albert Hill ·
1924: Douglas Lowe ·
1928: Douglas Lowe ·
1932: Tommy Hampson ·
1936: John Woodruff ·
1948: Mal Whitfield ·
1952: Mal Whitfield ·
1956: Tom Courtney ·
1960: Peter Snell ·
1964: Peter Snell ·
1968: Ralph Doubell ·
1972: Dave Wottle ·
1976: Alberto Juantorena ·
1980: Steve Ovett ·
1984: Joaquim Cruz ·
1988: Paul Ereng ·
1992: William Tanui ·
1996: Vebjørn Rodal ·
2000: Nils Schumann ·
2004: Joeri Borzakovski ·
2008: Wilfred Bungei ·
2012: David Rudisha ·
2016: David Rudisha ·
2020: Emmanuel Korir ·
2024: Emmanuel Wanyonyi
- Library of Congress Control Number: n2010071425
- Nationale Bibliotheek van Israël: 987008914677605171
- SNAC: w6s788fj
- Virtual International Authority File: 137451823
- WorldCat: E39PBJcR9K6yp3FyJf6VCCxJjC